# Janet Jones
Janet-Marie Jones, född den 10 januari 1961 i Bridgeton,  Missouri, är en amerikansk skådespelerska, dansare och aerobics-instruktör men är mest känd för att ha gift sig med ishockeyikonen Wayne Gretzky. Hon har även varit förlovad med tennisstjärnan Vitas Gerulaitis i tre år och varit tillsammans med Bruce Willis.
Sedan april 2022 är Jones svärmor till golfspelaren Dustin Johnson som då gifte sig med hennes dotter Paulina Gretzky.

## Filmografi i urval
- 1984 – Flamingo Kid
- 1985 – A Chorus Line
- 1986 – Mot toppen
- 1988 – Polisskolan 5 - Uppdrag Miami Beach
- 1991 – Cost of Love
- 2006 – Two Tickets to Paradise
- 2013 – Palo Alto
- 2014 – The Sound and the Fury